# 利茲巴克

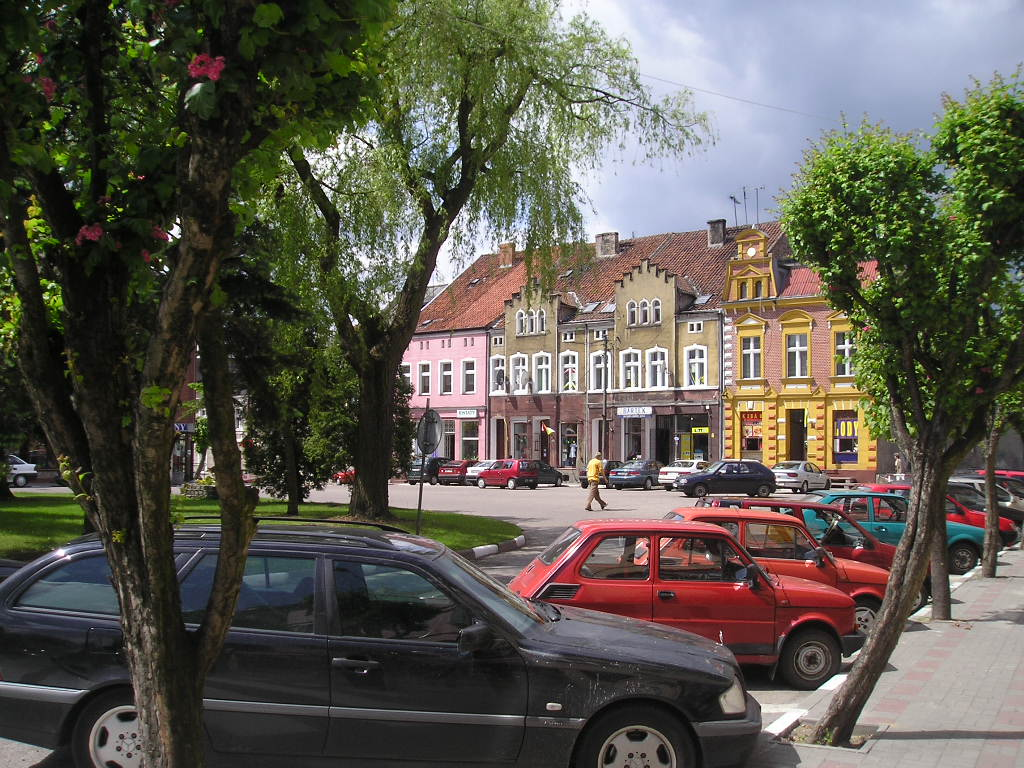

利茲巴克是波蘭的城鎮，位於該國北部，由瓦爾米亞-馬祖里省負責管轄，始建於1301年，面積5.7平方公里，主要經濟活動是旅遊業，2006年人口8,261。

## 外部連結
- Homepage of Lidzbark （页面存档备份，存于） (in Polish and German)
- Data of Lidzbark (in German)

53°16′N 19°49′E / 53.267°N 19.817°E